# Marie Keyrouz
Sœur Marie Keyrouz (en arabe : ماري كيروز الأخت), née en 1963 à Deir el Ahmar au Liban, est une cantatrice et religieuse maronite franco-libanaise, spécialisée dans le chant religieux, essentiellement de tradition moyen-orientale. 

## Biographie
Marie Keyrouzn, née à Deir el Ahmar près de la ville de Baalbek, est élevée dans le rite de l'Église maronite et devient membre de la Congrégation des Sœurs basiliennes chouérites qui pratique le rite melkite.
Présidente fondatrice de l'Institut international de chant sacré à Paris, elle a poursuivi parallèlement de multiples études sanctionnées par un doctorat en musicologie et anthropologie religieuse à université Paris-Sorbonne (1991), un diplôme d'études approfondies (DEA) de sciences religieuses à l'université Saint-Joseph de Beyrouth, de chant classique oriental et occidental (oratorio) de l'université Saint-Esprit de Kaslik, jusqu'à ce qu'elle fût appelée : « La Sœur savante chantante ». 
Sœur Marie Keyrouz compte parmi les grandes voix qui captivent les auditoires orientaux et occidentaux. 
Au carrefour des religions, Sœur Marie chante et enseigne les musiques sacrées traditionnelles de l’Orient chrétien (Maronite, Byzantine, Melkite). Elle développe aussi une interprétation et un enseignement nés de recherches sur les traditions anciennes du chant liturgique occidental (ambrosien - ou milanais - et grégorien). Elle aborde également le répertoire sacré classique (Bach, Haendel, Mozart…).
Ses CD ont rencontré un succès international et lui ont valu de nombreuses invitations à chanter à travers le monde, pour devenir la Messagère de la Paix, la Lumière de la Musique sacrée, la Voix mystérieuse de l'Orient.
Religieuse, musicologue, anthropologue et chanteuse, Sœur Marie fait rencontrer avec une superbe dextérité l'art et la science, la créativité et l'authenticité.
En 1984, sous les bombes de la guerre au Liban, elle a fondé son Ensemble de la Paix formé de musiciens et choristes de différentes religions, nationalités et cultures, une appellation qui illustre bien son désir de paix, de tolérance, d'universalité, d'œcuménisme et d’harmonie entre les peuples et les cultures.
À une époque où chacun multiplie les tentatives de fusion Orient et Occident, mélangeant en des paradis artificiels des terres et des hommes différents, sœur Marie convainc que dans le chant et la musique, il n'est pas de mur. 
Ce qui anime sa passion et son combat pour l’humanitaire aussi, c’est que Sœur Marie est convaincue que l’ignorance et la pauvreté sont à la base des fractures sociales et des guerres ; et dans les rapports d'amitié comme dans ceux des intérêts communs entre les nations, elle a la ferme conviction que la culture constitue un élément primordial. 
C’est pourquoi, Sœur Marie a choisi depuis vingt ans, dans sa congrégation puis à travers son association « Enfance pour la Paix », de consacrer les bénéfices de ses disques et concerts au soutien des enfants défavorisés : bourses d’études, scolarisation, aide médicale et financement des projets éducatifs.
Si Sœur Marie est devenue aujourd'hui une grande figure du chant sacré d’Orient et d’Occident et une messagère de Paix entre les peuples, c'est peut-être parce que selon elle, « le chant est l'unique occasion d'exprimer une vérité qui, autrement, serait inaudible ».

## Discographie

### CD
- 1989 : Chant byzantin - Passion et Résurrection (Harmonia Mundi)
- 1989 : Chant traditionnel maronite (Harmonia Mundi)
- 1994 : Chants sacrés de l'Orient (tradition melchite) (Harmonia Mundi), aussi édité sous le titre Chants sacrés melchites (Hymnes à la Vierge)
- 1996 : Cantiques de l'Orient (Harmonia Mundi)
- 1999 : Chants sacrés d'Orient et d'Occident (Virgin Classics)
- 2001 : Psaumes pour le 3e millénaire (Virgin Classics)[9]
- 2003 : Hymnes à l'espérance (Univerkey Productions)
- 2008 : La Passion dans les Églises Orientales (Univerkey Productions)
- 2012 : Méditations d'Orient (IICS-Keyrouz Prod.)
- 2013 : Magnificat (IICS-Keyrouz Prod.), CD single 1 titre
- 2013 : Maroun, n'aie pas peur (IICS-Keyrouz Prod.)

### DVD
- 2003 : DVD A Voice for Peace (Univerkey Productions)
- 2009 : DVD Concert Live - Casino du Liban (IICS-Keyrouz Prod.)
- 2010 : DVD Concert Live - Beyrouth avec la Philharmonique du Liban (IICS-Keyrouz Prod.)